# اتش كيو-7
أتش كيو-7 (بالصينية المبسطة: 红旗-7؛ بالصينية التقليدية: 紅旗-7؛ بينيين: Hóng Qí-7؛ وتعني حرفيًا: "الراية الحمراء-7"؛ لقب تعريف الناتو: CH-SA-4) هو صاروخ أرض-جو (SAM) قصير المدى من جمهورية الصين الشعبية. تم تطويره عن طريق الهندسة العكسية بواسطة معهد تشانغفنغ لتصميم التكنولوجيا الكهروميكانيكية، استنادًا إلى الصاروخ الفرنسي أر-440 كروتال أرض-جو. دخل الخدمة في أوائل الثمانينات.
تتألف البطارية الأرضية من رادار قصير المدى وثلاثة قاذفات. يحتوي كل قاذف على أربعة أو ثمانية صواريخ.

## النسخ

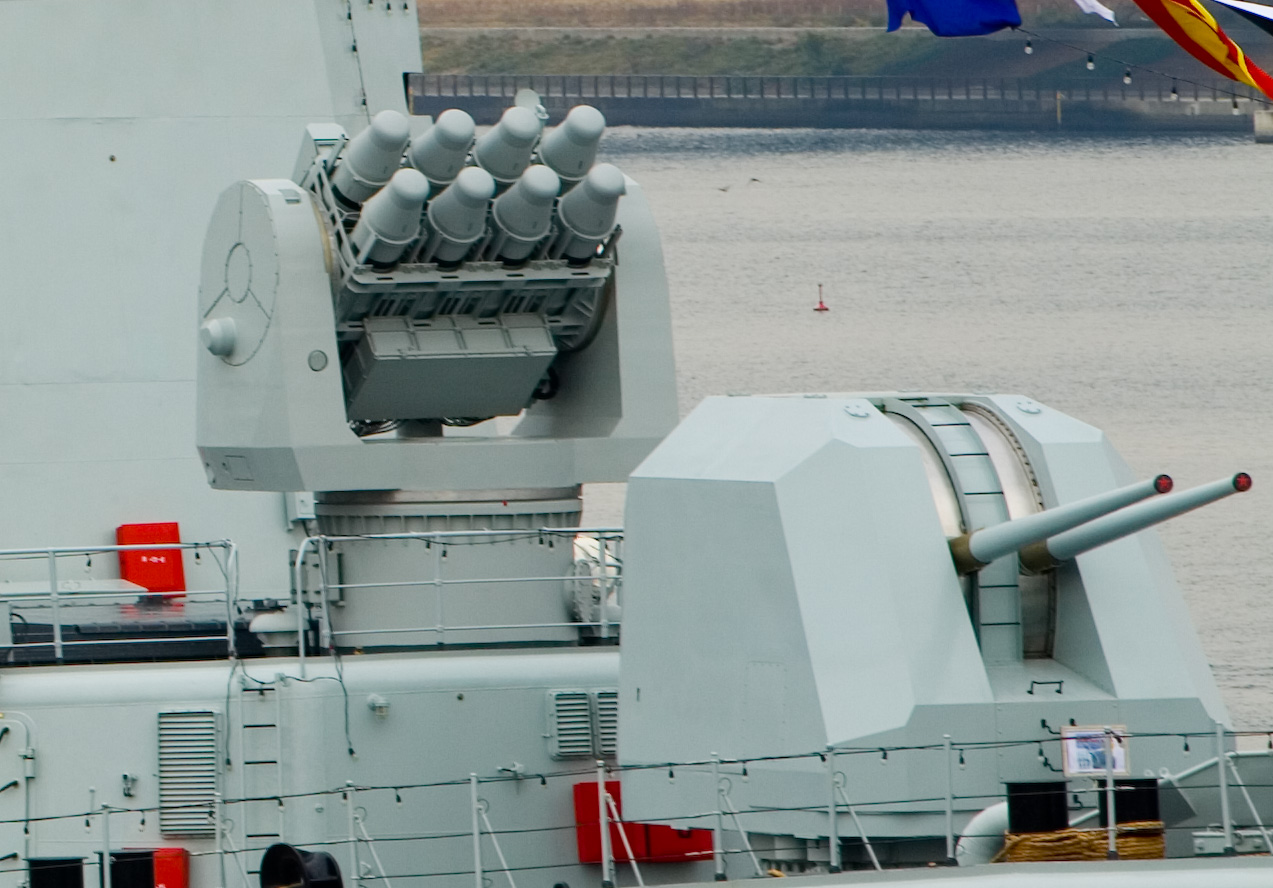
قاذفة أتش أتش كيو ذات ثمانية صواريخ مثبتة على المدمرة شنتشن.

أتش كيو-7إيه
النسخة الأصلية الموجهة بالأوامر.
أتش أتش كيو-7
النسخة البحرية.
أتش كيو-7بي
نسخة محسّنة.
إف إم-80
نسخة التصدير من أتش كيو-7إيه.
إف إم-90
نسخة التصدير من أتش كيو-7بي.
إف إم-90إن
النسخة البحرية من إف إم-90.

## المستخدمون
الجزائر
إف إم-90.
 بنغلاديش
- الجيش البنغلاديشي: إف إم-90

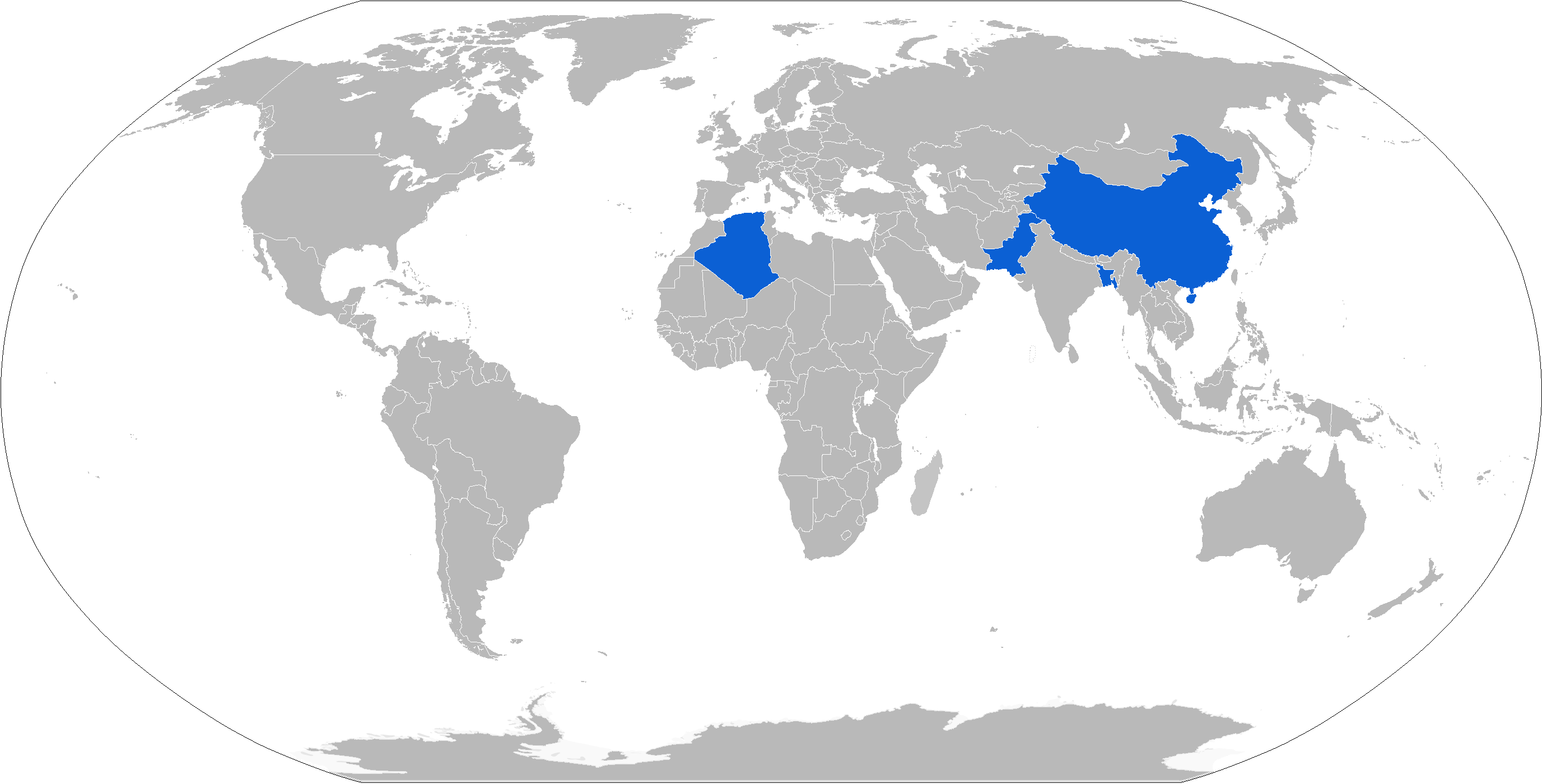
خريطة مشغلي اتش كيو-7 بالأزرق

- القوات الجوية البنغلاديشية: إف إم-90
- البحرية البنغالية: إف إم-90[7] وأتش أتش كيو-7.[4]

 الصين
أتش كيو-7إيه، أتش كيو-7بي وأتش أتش كيو-7.
 إيران
إف إم-80. تصنع نسخة متنقلة تدعى حرز 9.
 باكستان
إف إم-90 وإف إم-90إن.
 تركمانستان
إف إم-90.

## أنظر أيضا
- يا زهراء نسخة إيرانية غير مرخصة من النظام.
  - حزر 9 نسخة متنقلة من نظام يا زهراء.

## وصلات خارجية
- Einhorn, Robert; Sidhu, W.P.S. (مارس 2017). The Strategic Chain: Linking Pakistan, India, China, and the United States (PDF) (Report). Arms Control and Non-Proliferation Series. Brookings Institution.
- Medeiros, Evan S.; Cliff, Roger; Crane, Keith; Mulvenon, James C. (2005). A New Direction for China's Defense Industry (PDF). RAND Corporation. ISBN 0-8330-3794-3
- The International Institute for Strategic Studies (2022). The Military
- International Institute for Strategic Studies (2023). Hackett, James (ed.). The Military Balance 2023 (Report). Routledge. ISBN 9781032508955. ISSN 0459-7222
- Chinese Tactics (PDF). Army Techniques Publication. Washington, D.C.: United States Department of the Army. 9 August 2021. 7-100.3.